# Mongi Jemil
Mongi Jemil – tunezyjski zapaśnik walczący w obu stylach. Srebrny i brązowy medalista mistrzostw Afryki w 1988 roku.